# Championnat de Lettonie de football 1993
Navigation
Saison précédente Saison suivante
La saison 1993 du Championnat de Lettonie de football était la troisième édition de la première division lettone depuis que la république baltique a acquis son indépendance de l'URSS en 1991. La Virsliga regroupe 10 clubs lettons au sein d'une poule unique qui s'affrontent en matchs aller et retour. En fin de saison, le dernier du classement est relégué et les trois meilleurs clubs de D2 sont promus afin de faire repasser le championnat de 10 à 12 clubs.
C'est le Skonto Riga, double champion de Lettonie en titre, qui termine une nouvelle fois en tête de la poule.  C'est le 3e titre de champion de Lettonie de son histoire.

## Les 10 clubs participants
| - Skonto Riga - RAF Jelgava - FK DAG Riga - anciennement FK VEF Riga - Pārdaugava Riga - Olimpija Riga - anciennement Kompar-Daugava Riga - Olimpija Liepaja - FK Gauja - FK Vairogs - FK Vidus Riga - anciennement Torpedo Riga - FK Auseklis Daugavpils - anciennement Daugavpils BJSS |

## Compétition
Le barème de points servant à établir le classement se décompose ainsi :
- Victoire : 2 points
- Match nul : 1 point
- Défaite : 0 point

### Classement
| Rang | Équipe           | Pts | J  | G  | N | P  | Bp | Bc | Diff |
| ---- | ---------------- | --- | -- | -- | - | -- | -- | -- | ---- |
| 1    | Skonto RigaT     | 34  | 18 | 17 | 0 | 1  | 63 | 7  | +56  |
| 2    | Olimpija Rīga    | 26  | 18 | 12 | 2 | 4  | 31 | 17 | +14  |
| 3    | RAF JelgavaC     | 26  | 18 | 12 | 2 | 4  | 34 | 11 | +23  |
| 4    | Pārdaugava Riga  | 24  | 18 | 10 | 4 | 4  | 29 | 13 | +16  |
| 5    | FK Auseklis      | 19  | 18 | 7  | 5 | 6  | 22 | 17 | +5   |
| 6    | FK Vidus         | 19  | 18 | 6  | 7 | 5  | 19 | 13 | +6   |
| 7    | Olimpija Liepaja | 12  | 18 | 3  | 6 | 9  | 24 | 46 | -22  |
| 8    | FK DAG Riga      | 10  | 18 | 3  | 4 | 11 | 15 | 29 | -14  |
| 9    | FK Vairogs       | 9   | 18 | 3  | 3 | 12 | 12 | 36 | -24  |
| 10   | FK Gauja         | 1   | 18 | 0  | 1 | 17 | 14 | 74 | -60  |

|  | Qualification pour la Coupe UEFA 1994-1995                |
|  | Qualification pour la Coupe des coupes 1993-1994          |
|  | Relégation en deuxième division                           |
|  | T : Tenant du titre C : Vainqueur de la Coupe de Lettonie |

## Bilan de la saison
| Championnat de Lettonie de football 1993 |                        |
| Champion                                 | Skonto Riga (3e titre) |
| Coupes et trophées                       |                        |
| Vainqueur de la Coupe de Lettonie 1993   | RAF Jelgava            |
| Qualifications continentales             |                        |
| Coupe UEFA 1994-1995                     | Skonto Riga            |
| Coupe des coupes 1993-1994               | RAF Jelgava            |
| Promotions et relégations                |                        |
| Promus en Virsliga                       | Baltmet Daugavpils     |
| Promus en Virsliga                       | FK Gemma Riga          |
| Promus en Virsliga                       | Interskonto Riga       |
| Relégués en Latvian First League         | FK Gauja               |